# Khuwafok
Khuwafok (nep. खुवाफोक) – gaun wikas samiti we wschodniej części Nepalu w strefie Kośi w dystrykcie Dhankuta. Według nepalskiego spisu powszechnego z 2001 roku liczył on 619 gospodarstw domowych i 3141 mieszkańców (1658 kobiet i 1483 mężczyzn).